# Quadrella quintanarooensis
Quadrella quintanarooensis är en kaprisväxtart som beskrevs av Hugh Hellmut Iltis och Cornejo. Quadrella quintanarooensis ingår i släktet Quadrella och familjen kaprisväxter. Inga underarter finns listade i Catalogue of Life.